# Nederlandse kampioenschappen schaatsen afstanden 1987 - 500 meter vrouwen
De 500 meter vrouwen op de Nederlandse kampioenschappen schaatsen afstanden 1987 werd in januari 1987 in ijsstadion De Uithof in Den Haag verreden, waarbij vierentwintig deelneemsters startten.

## Uitslag
| #      | Schaatsster          | tijd    |
| ------ | -------------------- | ------- |
| Goud   | Ingrid Haringa       | 0.42,23 |
| Zilver | Yvonne van Gennip    | 0.42,76 |
| Brons  | Christine Aaftink    | 0.43,42 |
| 4      | Anita Loorbach       | 0.43,49 |
| 5      | Petra Moolhuizen     | 0.43,83 |
| 6      | Boukje Keulen        | 0.43,92 |
| 7      | Erna Uitham          | 0.43,99 |
| 8      | Els Meijer           | 0.44,02 |
| 9      | Marieke Stam         | 0.44,03 |
| 10     | Marga Preuter        | 0.44,25 |
| 11     | Ina Steenbruggen     | 0.44,55 |
| 12     | Hanneke de Vries     | 0.44,58 |
| 13     | Tineke Hulzebosch    | 0.44,64 |
| 14     | Thea Limbach         | 0.44,86 |
| 15     | Jolanda Grimbergen   | 0.44,99 |
| 16     | Mariska Hekkers      | 0.45,01 |
| 17     | Alie Boorsma         | 0.45,15 |
| 18     | Grietje Mulder       | 0.45,19 |
| 19     | Herma Meijer         | 0.45,21 |
| 20     | Alida Pasveer        | 0.45,33 |
| 21     | Henriët van der Meer | 0.45,90 |
| 22     | Anja Bollaart        | 0.46,23 |
| 23     | Ingrid Paul          | 0.46,24 |
| 24     | Tecla Jonkman        | 0.46,81 |

Uitslag op
1987 · 
1988 · 
1989 · 
1990 · 
1991 · 
1992 · 
1993 · 
1994 · 
1995 · 
1996 · 
1997 · 
1998 · 
1999 · 
2000 · 
2001 · 
2002 · 
2003 · 
2004 · 
2005 · 
2006 · 
2007 · 
2008 · 
2009 · 
2010 · 
2011 · 
2012 · 
2013 · 
2014 · 
2015 · 
2016 · 
2017 · 
2018 · 
2019 · 
2020 · 
2021 · 
2022 · 
2023 · 
2024 · 
2025